# 西昌镇
西昌镇，是中华人民共和国海南省屯昌县下辖的一个乡镇级行政单位。

## 行政区划
西昌镇下辖以下地区：
西群社区、仁教村、合格村、群星村、更丰村和土龙村。